# Rijswijkseplein
Het Rijswijkseplein is een van de drukste pleinen van Den Haag. Het ligt tussen de Hoefkade en de Weteringkade, in de dwarsrichting tussen het Zieken en de Rijswijkseweg, en dicht bij station Hollands Spoor.

## Geschiedenis

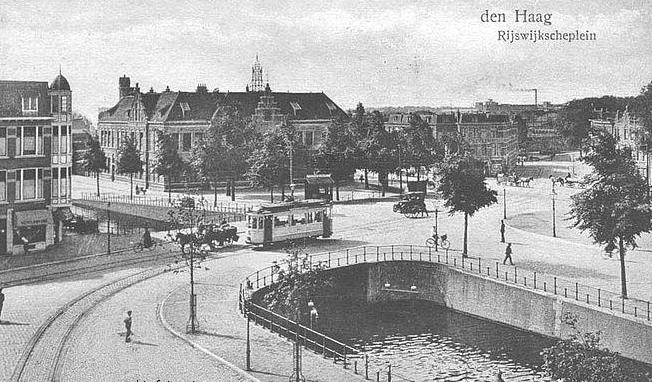
Rijswijkseplein in 1923

Het Rijswijkseplein zelf is vele eeuwen oud, maar niet als plein bekend. Het was tot begin 19e eeuw Rijswijks grondgebied, dat door Den Haag werd gepacht. Later zou het samen met een groot gedeelte weiland, waarop onder andere het station Hollands Spoor stond, geannexeerd worden door Den Haag. In 1692 werd het Haagweide genoemd. De zuidgrens van Den Haag werd bepaald door de Schenkwetering en de Hoefkade met daartussenin de Haagweide. Deze Haagweide wordt in de 17e eeuw nog genoemd voor het plaatsen van een zaagmolen. Zowel bij het Hoogheemraadschap van Delfland als de Gemeente Den Haag bestaan hierover nog brieven. Die molen is er om onduidelijke redenen niet gekomen.
Het plein heeft een metamorfose ondergaan sinds 1950, toen nog een verkeersagent dagelijks in de spits aanwezig was om het toenemende verkeer in goede banen te leiden. Het sierlijke gazon in het midden van het plein waar men vroeger kon zitten is verdwenen, waardoor het eigenlijk geen plein meer genoemd kan worden.

### 't Sluijsje
In 1834 ging het gehucht 't Sluijsje, dat op Rijswijks grondgebied lag, over naar Den Haag. Het gehucht was vernoemd naar het sluisje aan de Schenk, waardoor het mogelijk was vanaf de Schenk via de Vliet naar Wassenaar en Leiden te varen. Er was een scheepmakerij en er waren enkele kolfbanen. Er was in de 16de eeuw ook een herberg, Pas Buiten. Voor rijtuigen was er in die tijd een goede verbinding met het centrum van Den Haag langs het Rijswijkseplein en door het Zuideinde (nu Wagenstraat). Het sluisje, dat vlak bij de bekende haringkar was, is in 1956 verdwenen.

### Verkeer

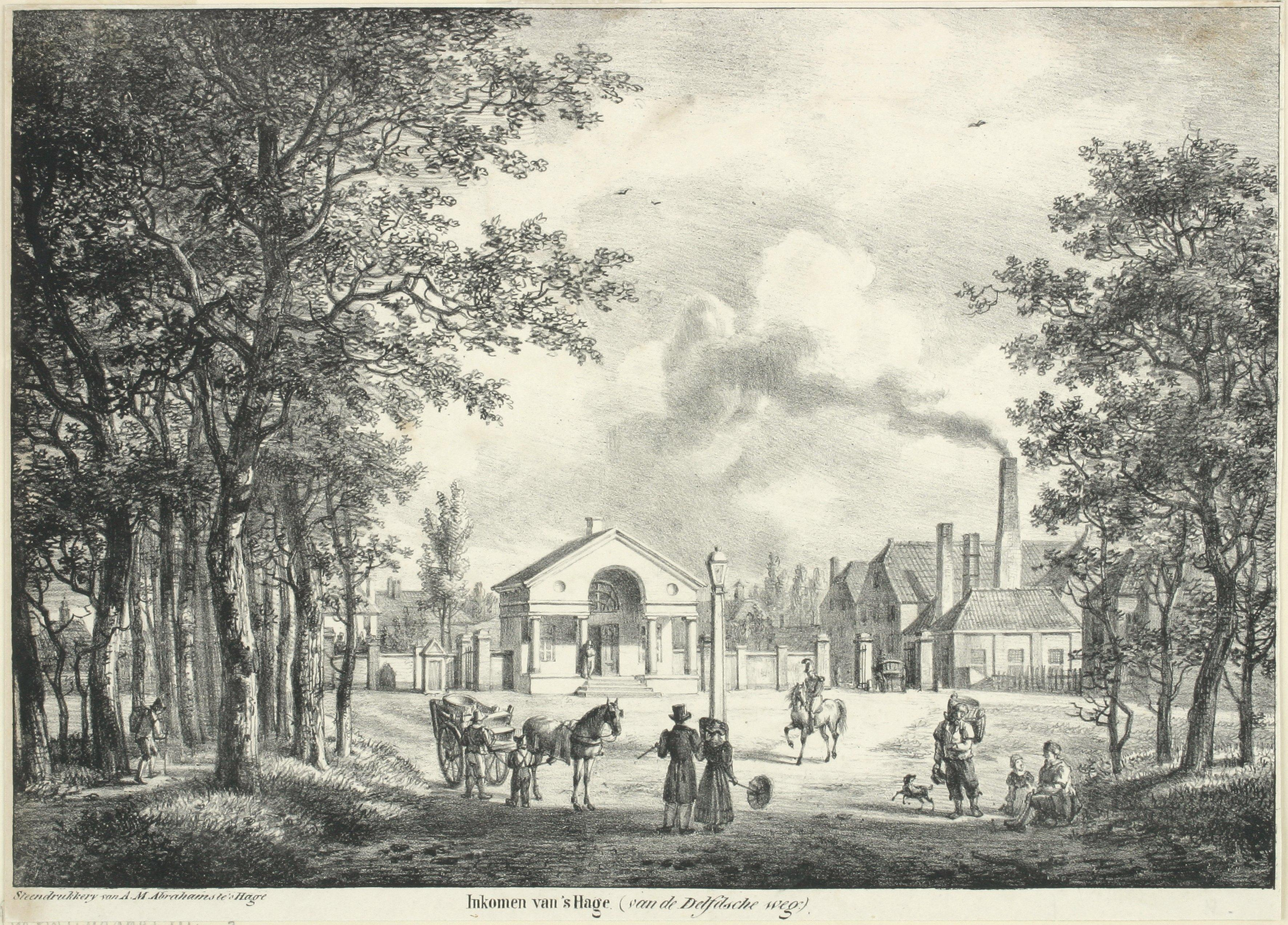
Gebouwen op het plein in 1835

Van groot belang is geweest het aanleggen van een brug over de Haagse Vliet, waardoor het mogelijk werd van Weteringkade naar Hoefkade te gaan. Hierdoor werd een groot plein gecreëerd, waarlangs veel verkeer trok. Het Rijswijkseplein is, ondanks de vele keren dat het is heringericht, nog immer berucht om de vele files. Daarbij speelt een rol het grote aantal tramlijnen dat het plein kruist en voorrang heeft bij de verkeerscirculatie.

## Gebouwen
De woningen van rond 1900 hebben voor het eind van de twintigste eeuw plaatsgemaakt voor nieuwbouw, de zogenaamde Bolle Wand geheten. Aan het plein ligt het 132 meter hoge gebouw Het Strijkijzer, en er tegenover de 62 meter hoge studentenflat De Struyck van Carel Weeber. Bekend was ook de haringkiosk aan het plein, die in het lied O, o, Den Haag wordt bezongen. De kiosk sloot in 2022 en is gesloopt in verband met de herinrichting van de Pletterijkade en kon niet behouden blijven vanwege de slechte staat en de benodigde ruimte voor de werkzaamheden.